# Plinio Corrêa de Oliveira
Plinio Corrêa de Oliveira, né le 13 décembre 1908 à São Paulo et mort le 3 octobre 1995 dans la même ville, est un historien, journaliste, essayiste et homme politique brésilien, fondateur du mouvement catholique Tradition Famille Propriété.

## Biographie
Plinio Corrêa de Oliveira est catholique et fondateur de l’Action Universitaire Catholique. Il devient avocat dès 22 ans et député à 24 ans à l’Assemblée constituante pour la Ligue électorale catholique. Il est journaliste pour le compte de l’archidiocèse de São Paulo et fondateur de la revue Catolicismo. Il est également professeur des universités, d'abord à l'Université de São Paulo où il est titulaire de la chaire d'Histoire de la Civilisation, puis à l’Université pontificale de São Paulo, titulaire de la chaire d’Histoire moderne et contemporaine.
En 1960, il fonde le mouvement Tradition, famille et propriété. Il devient un important leader de la droite catholique en Amérique latine avec la fondation d'associations sœurs dans ce continent et à travers le monde.
En France, la TFP commence à se faire connaître dans les années 1970, mais rencontre des résistances dans les milieux lebfévristes. Ce n'est qu'en 1981, lors d'une grande campagne contre l'autogestion socialiste de François Mitterrand que Plínio devient célèbre dans l'Hexagone. Son article, long de six pages, est publié partout dans le monde, mais censuré en France, et ce, de façon inexplicable. Le Figaro, qui avait été payé pour le publier changea d'avis au dernier moment sans donner d'explications. Quelques mois plus tard, les Socialistes oubliaient l'autogestion, pourtant au programme.
Plínio Corrêa de Oliveira fut un admirateur de la France, s'y rendant plusieurs fois. Son dernier voyage en France date de 1988, pour fêter ses 80 ans. Il s'est éteint 7 ans plus tard, dans sa ville de São Paulo, laissant derrière lui un vaste réseau d'associations.

## Ouvrages

### Traductions françaises
- Chemin de Croix, Paris, J. et M. Pailhe, 1951, 30 p.
- Révolution et Contre-Révolution (préf. Pedro Henrique d'Orléans-Bragance), Campos, Catolicismo, 1960, 126 p..
- L'Église et l'État communiste : la coexistence impossible, Paris, TFP, 1975, 30 p.
- Autogestion socialiste : les têtes tombent, Paris, TFP, 1983, 213 p.
- Noblesse et élites traditionnelles analogues dans les allocutions de Pie XII, Paris, Albatros, 1994, 351 p.

### Publications originales
- (pt) Em Defesa da Ação Católica, 1943.
- (pt) Via Sacra, 1951.
- (pt) Revolução e Contra-Revolução, 1959.
- (pt) Reforma Agrária, Questão de Consciência, 1960.
- (pt) Mensagem Acordo com o regime comunista: para a Igreja, esperança ou autodemolição?, 1964.
- (pt) Declaração do Morro Alto, 1964.
- (pt) Baldeação Ideológica Inadvertida e Diálogo, 1965.
- (pt) Grupos ocultos tramam a subversão na Igreja, 1969.
- (pt) Manifesto A Política de Distensão do Vaticano com os Governos Comunistas. Para a TFP: omitir-se? ou resistir?, 1974.
- (pt) A Igreja ante a escalada da Ameaça Comunista - Apelo aos Bispos Silenciosos, 1976.
- (pt) Tribalismo Indígena, Ideal Comuno-Missionário para o Brasil no Século XXI, 1977.
- (pt) Sou Católico: Posso ser Contra a Reforma Agrária?, 1981.
- (pt) Mensagem O Socialismo Autogestionário: em vista do comunismo, barreira ou cabeça-de-ponte?, 1981.
- (pt) As CEBs… das quais muito se fala, pouco se conhece - A TFP as descreve como são, 1982.
- (pt) A Propriedade Privada e a Livre Iniciativa, no Tufão Agro-Reformista, 1985.
- (pt) Guerreiros da Virgem - A Réplica da Autenticidade / A TFP Sem Segredos, 1985.
- (pt) No Brasil,a Reforma Agrária leva a Miséria ao Campo e à Cidade - A TFP Informa, Analisa e Alerta, 1986.
- (pt) Projeto de Constituição Angustia o País, 1987.
- (pt) Nobreza e Elites Tradicionais Análogas nas Alocuções de Pio XII ao Patriciado e à Nobreza Romana, 1993.